# Primera División (AAm)
La Primera División è stata una competizione calcistica disputata in Argentina dal 1919 al 1926. Il torneo venne creato dalla Asociación Amateurs de Football, federazione calcistica che si divise dalla AAF. La competizione cessò di esistere in seguito al termine dell'edizione 1926, vinta dall'Independiente, dato che l'anno seguente la AAF e la AAm si riunirono. Giacché la FIFA riconosceva esclusivamente i campionati organizzati dalla AAF (affiliata alla confederazione internazionale), tutte le edizioni della Primera División della AAm non sono considerate ufficiali da tale federazione.

## Storia
La AAm venne creata il 22 settembre 1919; il primo torneo venne organizzato in tempi brevi (alle 13 squadre fondatrici si unì il Vélez Sarsfield), tanto che cominciò il 28 settembre. L'edizione inaugurale venne vinta dal Racing Club de Avellaneda, che superò il secondo classificato Vélez per sei punti; dato il numero delle formazioni partecipanti, il campionato si protrasse sino al 6 gennaio 1920. La Primera División 1920 se la aggiudicò il River Plate, che precedette il Racing per due lunghezze. In tale edizione le compagini furono 19, numero aumentato a 20 l'anno seguente. Nel 1922 il torneo fu allargato a 21 squadre, e fu vinto dall'Independiente; nel biennio 1923-1924 il titolo andò al San Lorenzo, e i partecipanti crebbero ancora: dapprima 21 nel 1923, divennero 24 nel 1924. Nel 1925 il campionato incluse 25 formazioni, e se lo aggiudicò il Racing. L'ultima edizione fu disputata dal 4 aprile al 21 novembre 1926 e vi presero parte 26 società; la vittoria andò all'Independiente. Nel 1927 le due associazioni si fusero, dando origine alla Asociación Amateurs Argentina de Football (AAAF).

## Albo d'oro
| Anno | Vincitore     | 2º class.         | 3º class.                          |
| ---- | ------------- | ----------------- | ---------------------------------- |
| 1919 | Racing Club   | Vélez Sarsfield   | River Plate Defensores de Belgrano |
| 1920 | River Plate   | Racing Club       | San Lorenzo                        |
| 1921 | Racing Club   | River Plate       | Independiente                      |
| 1922 | Independiente | River Plate       | San Lorenzo                        |
| 1923 | San Lorenzo   | Independiente     | River Plate                        |
| 1924 | San Lorenzo   | Gimnasia La Plata | Independiente Platense             |
| 1925 | Racing Club   | San Lorenzo       | Sportivo Almagro Platense          |
| 1926 | Independiente | San Lorenzo       | Platense                           |